# Estercobilina

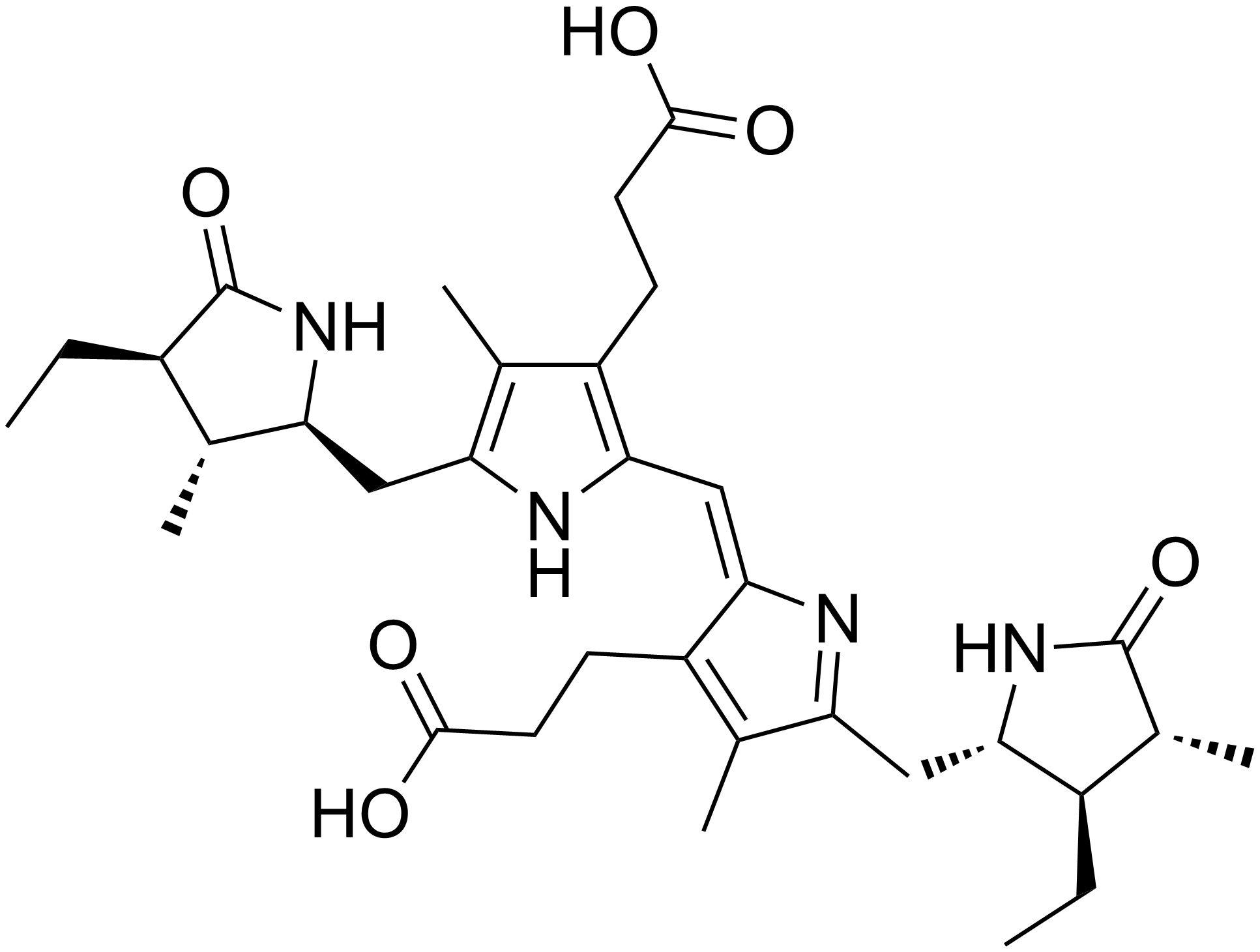
Estrutura química da estercobilina

A estercobilina é um pigmento escuro, presente nas fezes humanas, que é formado no final da digestão a partir da oxidação do estercobilinogênio, que, por sua vez, é produto da digestão da bílis.